# 강릉 보현사 낭원대사탑
강릉 보현사 낭원대사탑(江陵 普賢寺 朗圓大師塔)은 대한민국 강원특별자치도 강릉시, 보현사에 있는 고려시대의 승탑이다. 1963년 1월 21일 대한민국의 보물 제191호로 지정되었다.

## 개요
보현사에 자리하고 있는 낭원대사의 사리탑으로, 8각의 평면을 기본으로 하고 있다. 무너져있던 것을 사찰입구에 복원해 두었다가, 1991년 다시 원래의 자리인 산꼭대기 주변으로 옮겼다.
탑신(塔身)을 받치는 기단(基壇)은 세 개의 받침돌로 이루어져 있었으나, 지금은 가운데받침돌이 없어져 아래받침돌 위에 바로 윗받침돌이 얹혀있다. 탑신의 몸돌 한쪽 면에는 문 모양과 자물쇠 모양을 새겨 두었다. 지붕돌은 두터운 편이며, 경사가 급하고, 여덟 곳의 귀퉁이마다 꽃장식을 얹었던 흔적이 남아있다. 지붕돌 꼭대기에는 머리장식이 놓여 있다.
낭원대사탑비가 고려 태조 23년(940)에 건립되었으므로, 이 탑도 이 때 같이 세워놓은 것으로 보인다.

## 같이 보기
- 보현사
- 강릉 보현사 낭원대사탑비 (보물 제192호)

## 참고 자료
- 강릉 보현사 낭원대사탑 - 국가유산청 국가유산포털